# 1377 en santé et médecine
| Années de la santé et de la médecine : 1374 - 1375 - 1376 - 1377 - 1378 - 1379 - 1380    |
| Décennies de la santé et de la médecine : 1340 - 1350 - 1360 - 1370 - 1380 - 1390 - 1400 |

Cet article présente les faits marquants de l'année 1377 en santé et médecine.

## Événements
- 11 juin : par lettre datée de Pampelune, Charles II, roi de Navarre, confirme le mandement de 1376 par lequel le duc d’Anjou, gouverneur du Languedoc, a obligé les officiers de justice à fournir chaque année à l'université de médecine de Montpellier le cadavre d'un supplicié[1].
- 27 juillet : le Grand Conseil de Raguse interdit l'accès de Dubrovnik ou de son district à ceux « qui arrivent d'une zone infestée par la peste, à moins qu'ils ne soient restés d'abord à Mrkan (it) ou à Cavtat pour s'y purger pendant un mois », instituant ainsi la première quarantaine officielle reconnue comme telle[2].
- 15 octobre : Aimery de Maignac, évêque de Paris, approuve l'attribution de deux bourses d'études à des écoliers en médecine du collège de maître Gervais dont le pape Grégoire XI, le 30 août de la même année, vient de confirmer la fondation, qui date de 1371 et qu'on doit à Gervais Chrétien, Premier médecin du roi Charles V[3].
- Un petit hospice, placé sous le patronage de saint Gilles, est attesté à Gand en Flandre, sur la place d'Armes[4].
- Fondation d'une maison-Dieu à Coulanges en Bourgogne par Philippe de Sainte-Croix, évêque de Mâcon[5].
- Un « hôpital pour les pauvres, apparemment dédié à saint Jean-Baptiste », est attesté à Tournus en Bourgogne, sur la route de Mâcon[6].

## Publication
- Un anonyme traduit le Lilium medicinae de Bernard de Gordon en français, sous le titre de Fleur de lys en médecine[7].

## Décès
- Jean de Marigny (né à une date inconnue), médecin et astrologue appelé auprès de Philippe le Hardi, duc de Bourgogne, exécuté à Paris « pour ses démérites » et dont la bibliothèque est incorporée à la librairie du roi Charles V[8].